# Olophontosia plagata
Olophontosia plagata är en fjärilsart som beskrevs av Bethune-Baker 1908. Olophontosia plagata ingår i släktet Olophontosia och familjen tandspinnare. Inga underarter finns listade i Catalogue of Life.